# Hamel (Illinois)
Hamel – wieś w Stanach Zjednoczonych, w stanie Illinois, w hrabstwie Madison.